# Jean-Éric Vergne
Jean-Éric Serge Raymond Vergne (Pontoise, 25 de abril de 1990) é um automobilista francês que atualmente compete na Fórmula E pela equipe DS Penske e no Campeonato Mundial de Endurance da FIA pela Peugeot. Fez sua estreia na categoria de carros elétricos em 2014 pela Andretti, tendo passagens pelas equipes DS Virgin e Techeetah. Anteriormente, disputou a Fórmula 1 pela equipe Toro Rosso entre os anos de 2012 e 2014. Ele foi campeão das temporadas 2017-18 e 2018-19 da Fórmula E, sendo o primeiro, e até o momento, o único piloto bicampeão da categoria.

## Biografia
Jean-Éric Serge Raymond Vergne nasceu de parto prematuro em 25 de abril de 1990, na cidade de Pontoise. É filho de Jean-Marie e Sylviane Vergne, e possui uma irmã mais nova chamada Léa, que foi campeã francesa de equitação. Seu pai era diretor de uma empresa e entusiasta do automobilismo, tendo comprado uma pista de kart em Paris, onde Jean-Éric deu suas primeiras voltas no kart, mas seu pai só o deixou continuar pilotando após ele aprender a nadar, superando seu medo de água. JEV, como é apelidado pelos fãs, fala italiano, espanhol e inglês.
Entre 2013 e 2014, Vergne teve relacionamento com a DJ sueca Petra Silander. Também teve relacionamento com a modelo britânica Rachelle Graham. Em meados de 2022, Vergne se casou com Fiorina Benveniste-Schuler, empresária e estilista. Em agosto do mesmo ano, o piloto anunciou o nascimento de seu filho Leo.

## Carreira
Vergne começou a pilotar karts quando tinha quatro anos, em um circuito que pertencia ao seu próprio pai, nas proximidades de Paris. Continuou no kart até 2007, quando começou a guiar monopostos.
Nesse ano, conquistou o título de um campeonato francês de Fórmula Renault de forma dominante, com dez pódios, incluindo seis vitórias, em treze corridas. No ano de 2010, Vergne participou do Campeonato Britânico de Fórmula 3 pela equipe Carlin, a melhor da categoria. Com uma campanha arrasadora, JEV fez vinte pódios, incluindo 13 vitórias, e sagrou-se campeão com seis corridas de antecedência.

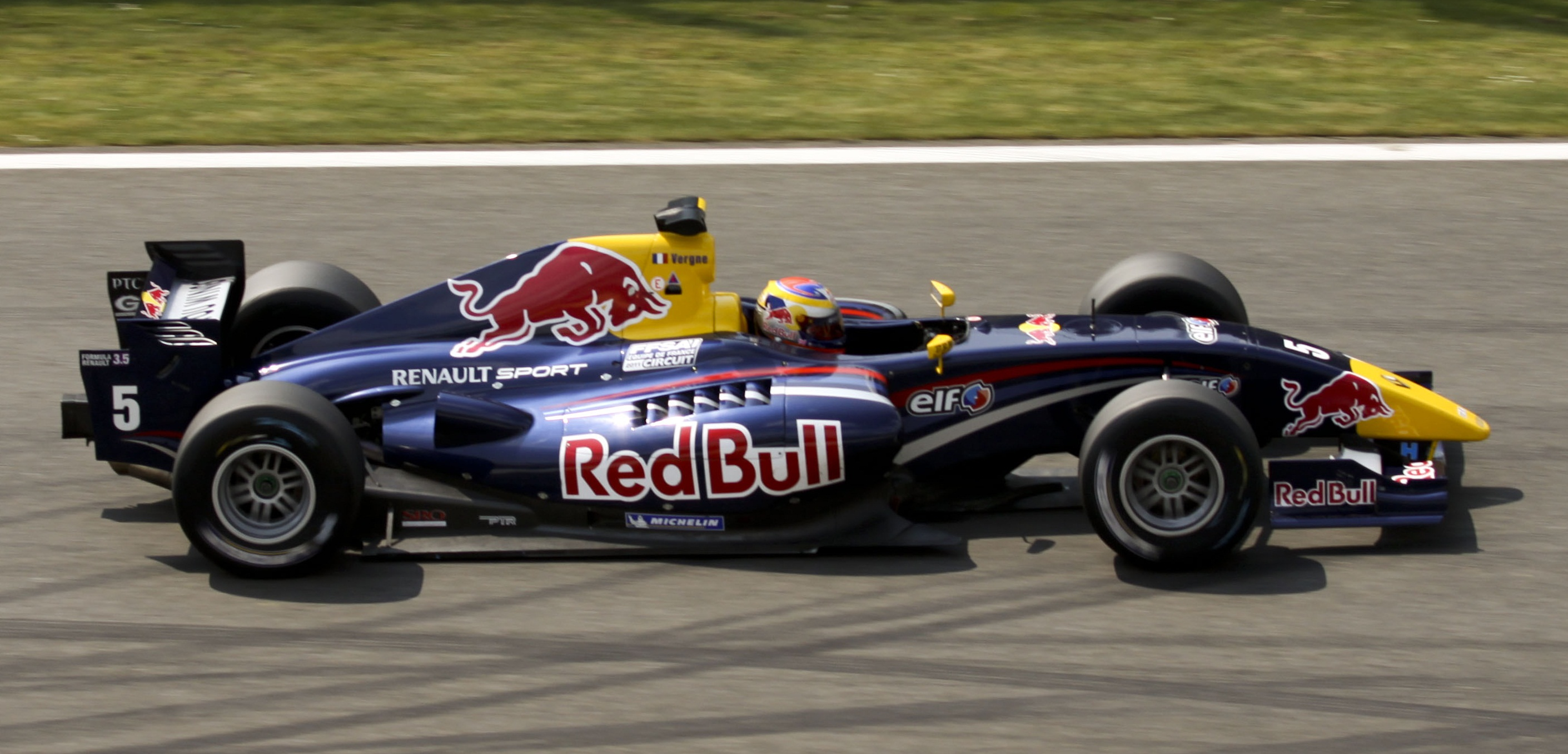
Vergne na etapa de Spa-Francorchamps da FR-3.5 em 2011

Esse feito lhe garantiu um lugar na temporada 2011 da World Series by Renault na própria Carlin. Neste campeonato, o francês brigou pelo título com seu companheiro de equipe canadense Robert Wickens. JEV conquistou nove pódios, incluindo cinco vitórias, embora uma delas tenha chegado a ser momentaneamente anulada. Na última rodada, Vergne liderava o campeonato por uma vantagem de dois pontos, mas o canadense a reverteu após liderar a dobradinha da Carlin na corrida 1 de Barcelona. Na última prova, Vergne e seu rival Wickens colidiram, o que tirou o segundo da corrida e quase deu o título a JEV, mas momentos depois, foi o francês que acabou sendo vítima de uma colisão e sendo obrigado a abandonar. Com isso, Vergne foi vice-campeão, com nove pontos de desvantagem sobre Wickens.

### Fórmula 1

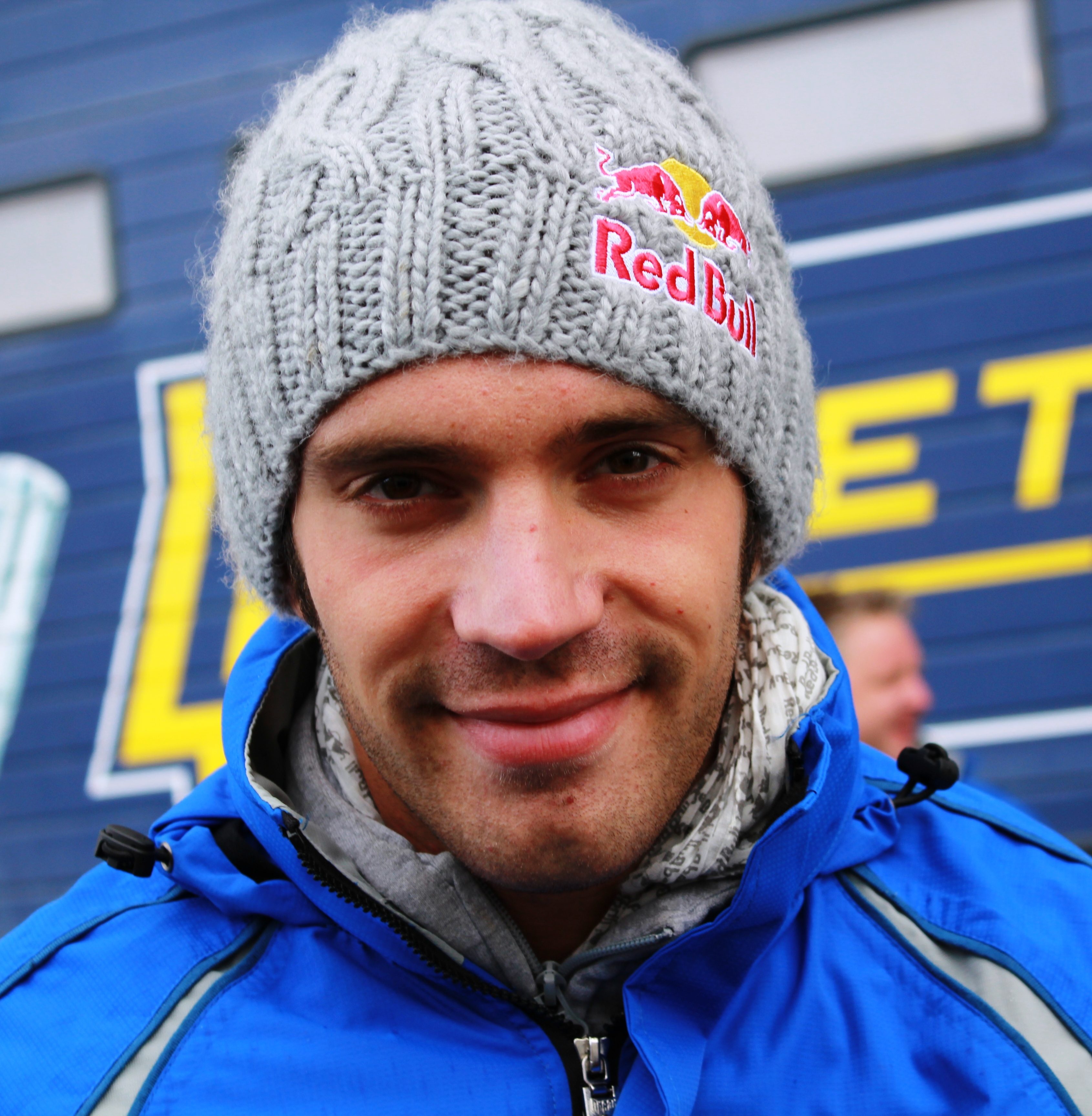
Jean-Éric Vergne em 2011

Membro da Red Bull Junior Team desde 2008, Vergne dirigiu um carro de Fórmula 1 pela primeira vez ao guiar o Red Bull RB5 durante o Festival de Goodwood de 2010. No mesmo ano, ele participou dos testes de novatos de pós-temporada, guiando pela Toro Rosso. No ano seguinte, a STR anunciou que Vergne iria participar de sessões de treinos livres em corridas selecionadas. A primeira foi no GP da Coreia do Sul, e o francês repetiu a dose em Abu Dhabi e no Brasil.
Em 14 de dezembro de 2011, foi confirmado pela Scuderia Toro Rosso como piloto titular para a temporada da Fórmula 1 de 2012 ao lado do australiano Daniel Ricciardo, da Hispania, com os dois substituindo Jaime Alguersuari e Sébastien Buemi.
Em 2012, marcou seus primeiros pontos na Fórmula 1 durante do Grande Prêmio da Malásia, ao chegar em oitavo lugar. Ao final da temporada, somou 16 pontos, o que lhe garantiu o 17ª lugar na classificação do mundial de pilotos, ficando a frente de seu companheiro de equipe Daniel Ricciardo.

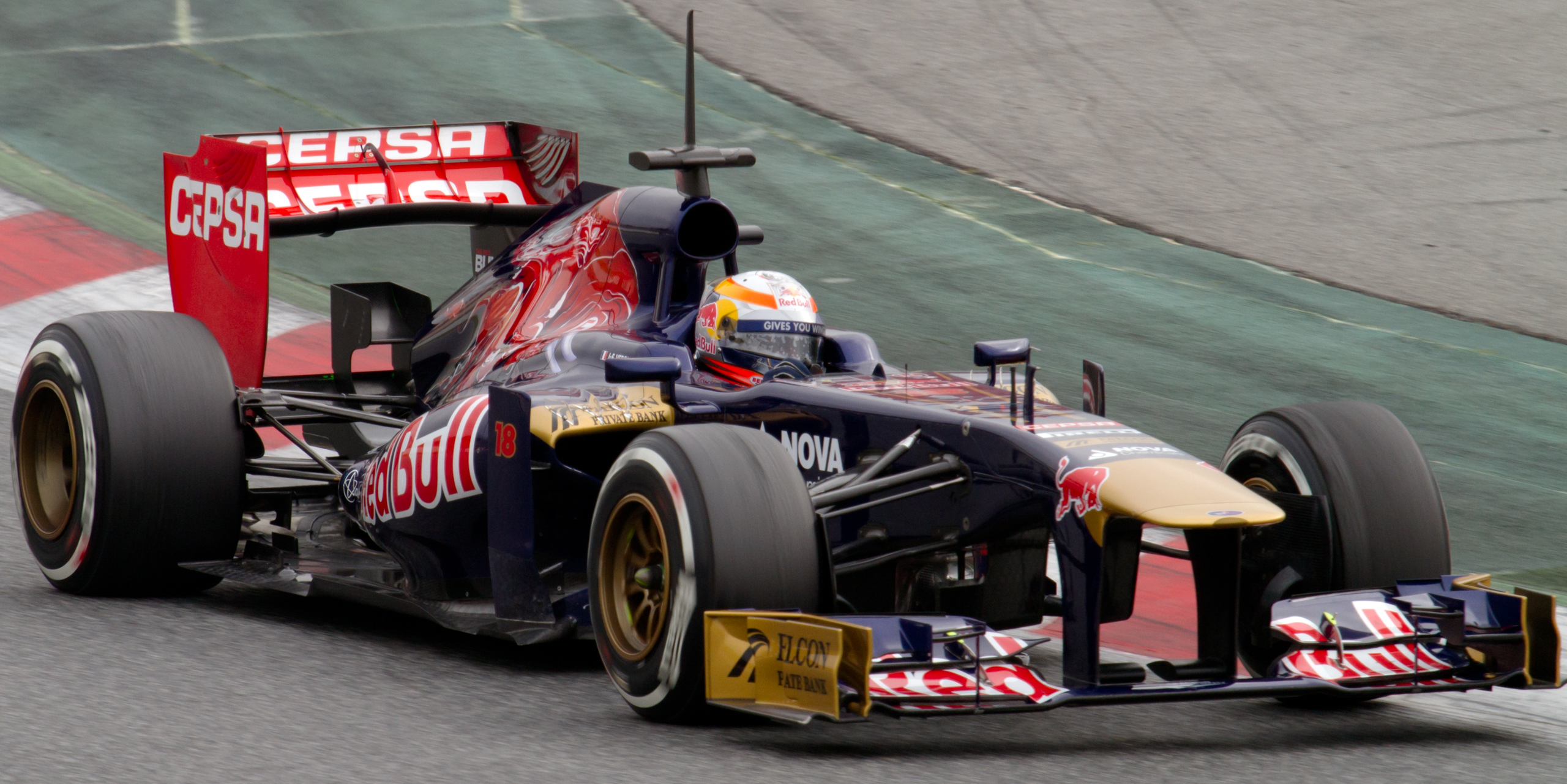
Vergne em 2013, durante sessão de testes na Catalunha

Na temporada seguinte, Vergne teve seu melhor resultado no Grande Prêmio do Canadá, em que ele foi o sexto colocado. Antes, ele já tinha pontuado na Malásia, com um décimo lugar, e em Mônaco, onde foi o oitavo. Mas seus resultados ficaram, no geral, abaixo dos de Ricciardo, que apesar de nunca ter passado do sétimo lugar, pontuou sete vezes e fechou 2013 uma posição acima de Vergne, que só fez 13 pontos, contra os 20 do australiano. O triunfo de Ricciardo no duelo interno da STR o catapultou para ser promovido à Red Bull como substituto de Mark Webber, e Vergne passou a dividir a equipe com o russo Daniil Kvyat, estreante na F1. 
2014 foi a melhor temporada de JEV na categoria, com ele pontuando em sete das provas e voltando a alcançar a melhor posição de chegada da carreira, um sexto lugar, no Grande Prêmio de Singapura. Com isso, o francês somou vinte e dois pontos, ficando em 13º lugar, duas posições acima de Kvyat, que fez menos da metade de seus pontos.

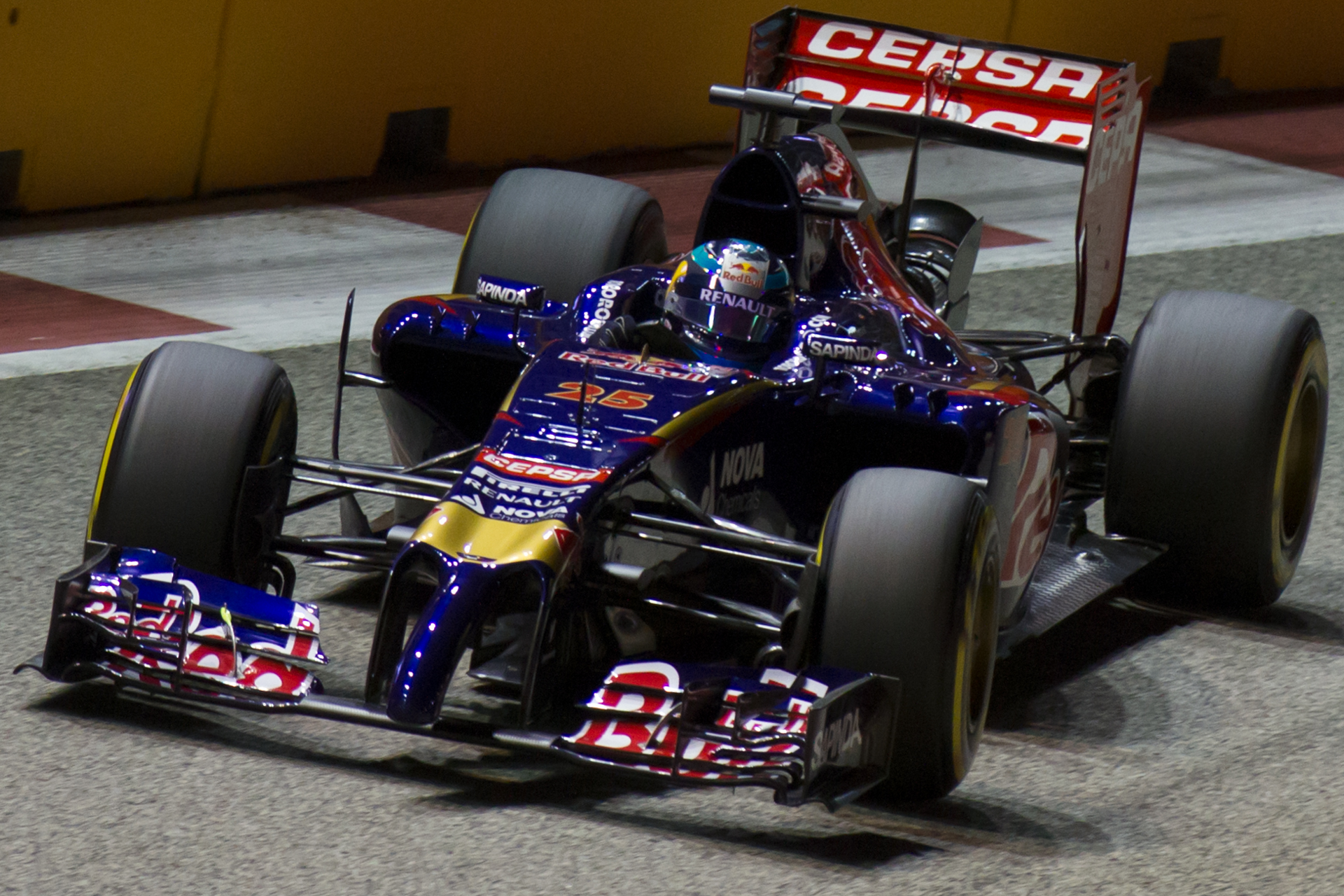
Vergne durante os treinos livres do

Mas em 18 de agosto de 2014, a equipe anunciou sua substituição por Max Verstappen a partir de 2015. Seu companheiro Kvyat foi promovido para a Red Bull como substituto de Sebastian Vettel, e a outra vaga da STR foi para Carlos Sainz Jr., deixando JEV sem lugar na F1. Meses depois, Vergne declarou ao Autosport que não entendeu sua saída da equipe, classificando a decisão como "política". E em 2021, também fez críticas a Helmut Marko, por ter desconsiderado a pontuação ao escolher quem seria promovido à RBR, e a si mesmo, por não ter procurado logo outro lugar para correr.
Foi contratado pela Ferrari como piloto de testes para 2015, ficando no cargo até 2017.

### Fórmula E

#### Andretti
Depois de não conseguir garantir uma vaga em tempo integral para a temporada da Fórmula 1 de 2015, ele se mudou para o Campeonato de Fórmula E da FIA e assinou com a equipe Andretti para a disputa da temporada inaugural da categoria para monopostos elétricos, substituindo o compatriota Franck Montagny no carro 27 e sendo companheiro de Matthew Brabham. Fez sua estreia no ePrix de Punta del Este, terceira corrida da história do campeonato, no qual fez a pole, mas acabou em décimo quarto. Seu maior resultado foi o segundo lugar em Long Beach, e ele fez mais uma pole em Moscou, onde terminou em quarto, e mais um pódio com o terceiro lugar na corrida 1 de Londres. Fechou o ano em sétimo, com 70 pontos.

#### DS Virgin

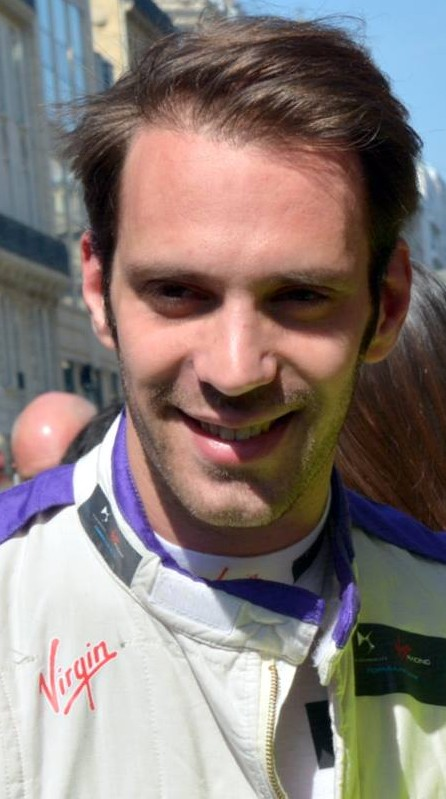
Vergne em 2016

Em 8 de agosto de 2015, foi anunciado que Vergne se juntaria à equipe DS Virgin Racing para a temporada de 2015–16 da Fórmula E, em parceria com Sam Bird. Vergne lutou para competir com Bird e terminou em nono no campeonato, tendo como melhor resultado um segundo lugar em Paris. O francês anunciou que deixaria a equipe durante o ePrix de Londres.

#### Techeetah
Em julho de 2016, foi anunciado que Vergne competiria com a recém-formada equipe Techeetah, após a aquisição da Team Aguri. Vergne conquistou cinco pódios ao longo de 2016–17, chegando a ter alguma esperança de ser campeão, mas sofreu três abandonos, que o impediram de brigar pelo título. Entretanto, seu ápice foi em Montreal, onde ele conquistou o prêmio de volta mais rápida e a primeira vitória dele e da equipe na corrida final da temporada.
Vergne foi confirmado para continuar com a equipe na temporada de 2017–18. Ele conquistou sua segunda vitória no ePrix de Santiago de 2018 e alcançou sua terceira vitória em sua carreira na Fórmula E no ePrix de Punta del Este de 2018. Depois de acumular uma série consistente de pontos, Vergne conquistou o título com uma corrida de antecedência em Nova Iorque, tornando-se o quarto campeão de pilotos diferente em quatro temporadas.
Para a temporada de 2018–19, Vergne permaneceu na equipe, que foi renomeada para DS Techeetah, e venceu três corridas: Sanya, Mônaco e Suíça. Ele também se tornou campeão pelo segundo ano consecutivo, tornando-se o primeiro campeão repetido da Fórmula E, e ajudando a Techeetah a ser campeã de construtores pela primeira vez.

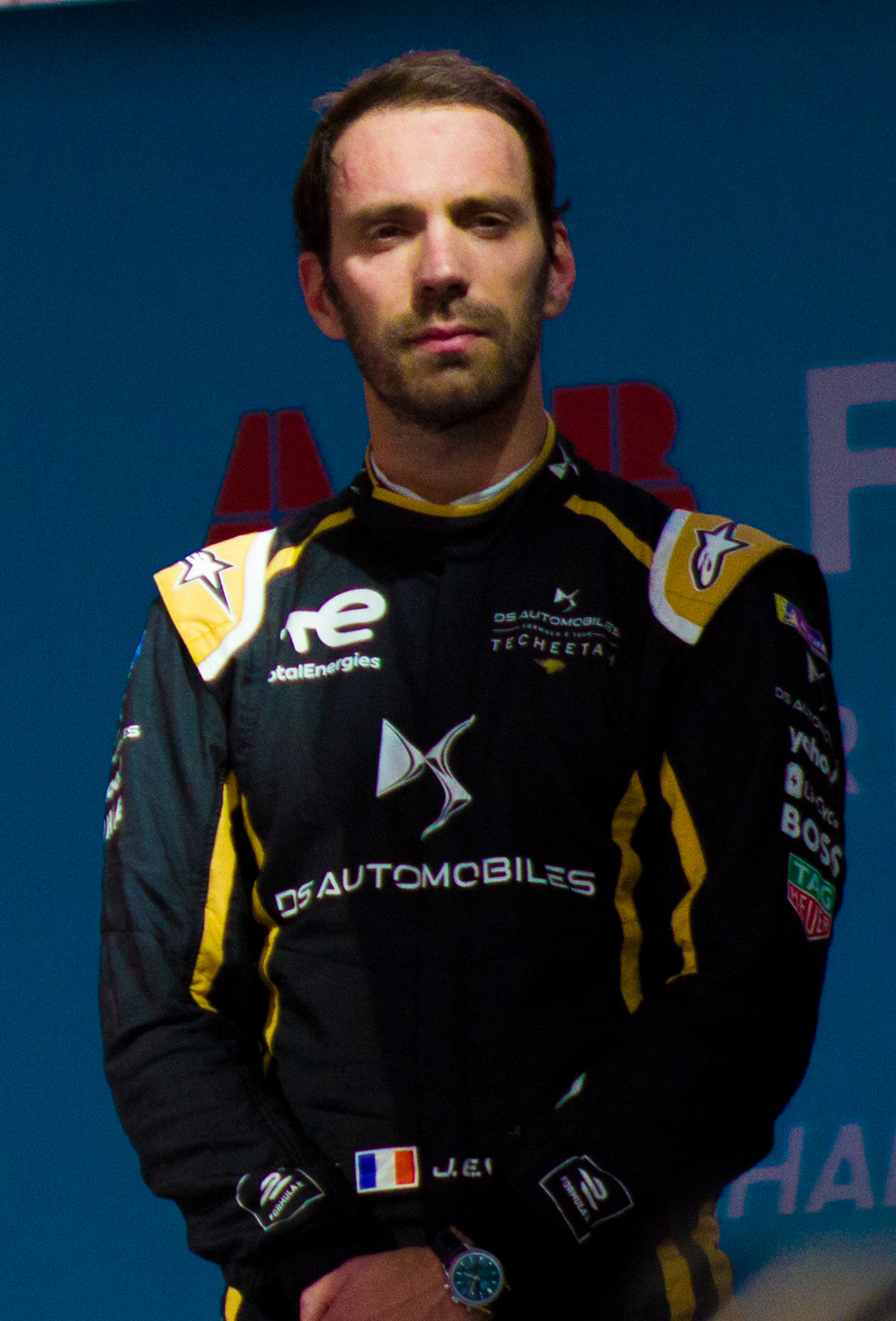
Vergne em 2022

Foi anunciado que na temporada de 2019–20, Vergne correria ao lado de António Félix da Costa, que substituiria André Lotterer (que foi seu companheiro de equipe de 2017 a 2019). Após um breve hiato na temporada devido à pandemia de COVID-19, Vergne conquistou dois pódios em duas das seis rodadas em Berlim, terminando em terceiro na terceira rodada e marcando sua primeira vitória da temporada na quarta rodada, corrida que definiu o título para seu companheiro português. Ele acabaria terminando em terceiro na classificação do campeonato, apenas um ponto atrás de Stoffel Vandoorne, e a 72 de distância para Félix da Costa, o campeão da temporada. Os resultados da dupla garantiram à Techeetah o bicampeonato entre as equipes e o tri consecutivo no campeonato de pilotos.
Vergne ficou na DS Techeetah em 2020–21, campeonato em que ele terminou em 10º, com uma vitória em Roma sendo seu destaque da temporada e um pódio em Nova York na sombra de Manhattan sendo outro ponto alto. Com oitenta pontos, JEV foi superado por AFD, oitavo colocado, por seis pontos.
Seguindo na Techeetah na temporada de 2021–22, JEV viu uma mudança na sorte, já que reapareceu na disputa pelo título de pilotos durante a campanha final da GEN2. Pódios no México, Roma, Mônaco, Berlim e Jacarta preencheram um meio de temporada inebriante para o francês, mas a ausência de vitórias e os abandonos em Nova York e Londres prejudicaram o bicampeão antes que ele chegasse à final em Seul, que fechou a temporada em quarto, com 144 pontos, vinte e dois a mais do que Félix da Costa, oitavo colocado.

#### Penske

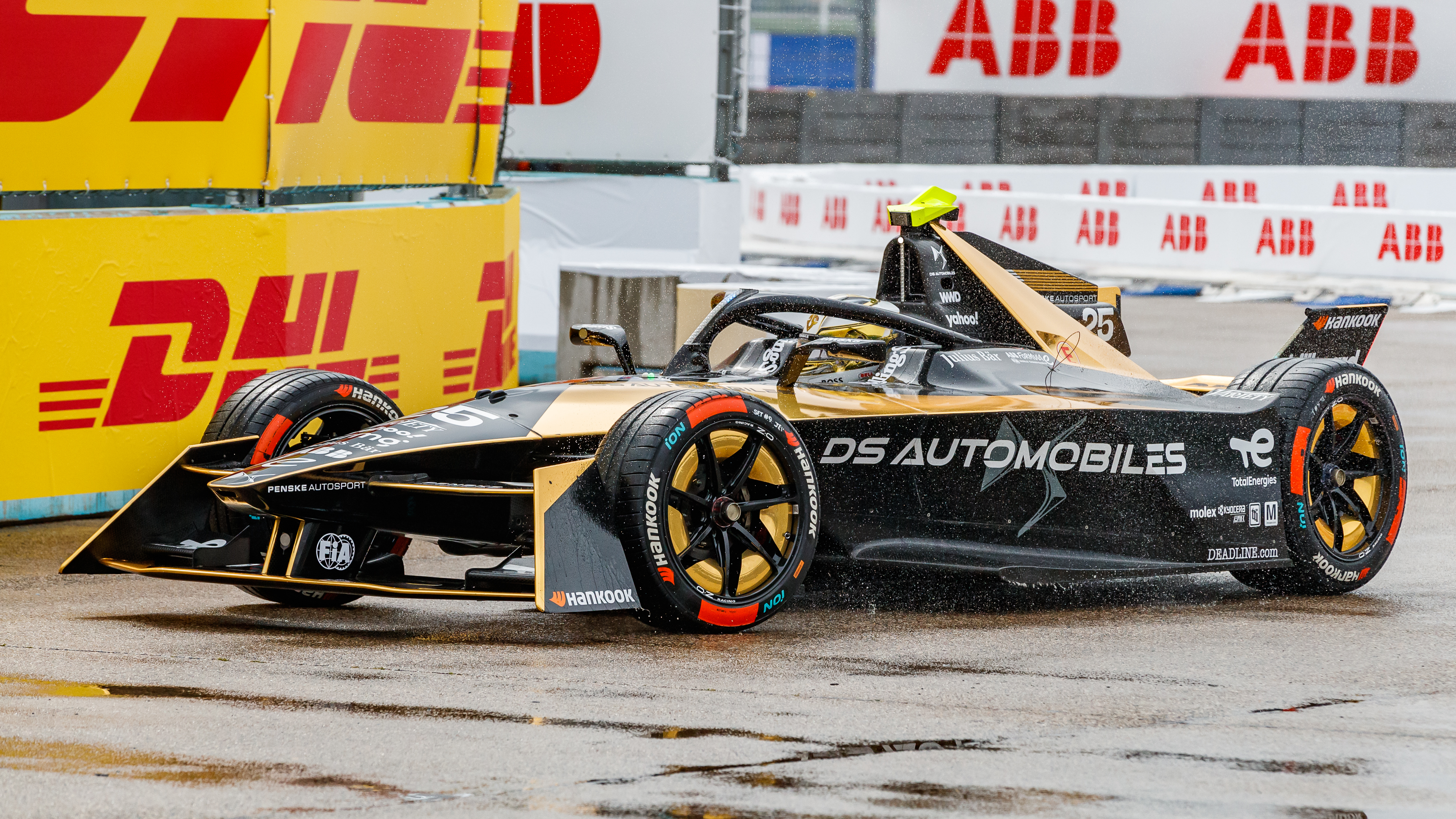
Vergne guiando a Penske no ePrix de Berlim de 2023

Em outubro de 2022, foi anunciado que Vergne se juntaria à recém-formada equipe DS Penske ao lado do então atual campeão Stoffel Vandoorne para a temporada de 2022–23. Ele voltou a vencer em Haiderabade, fazendo mais um segundo lugar na Cidade do Cabo e um terceiro lugar na corrida 2 de Berlim. Apesar de liderar confortavelmente seu companheiro de equipe durante toda a temporada, JEV nunca esteve realmente na luta pelo título, terminando a temporada em quinto.

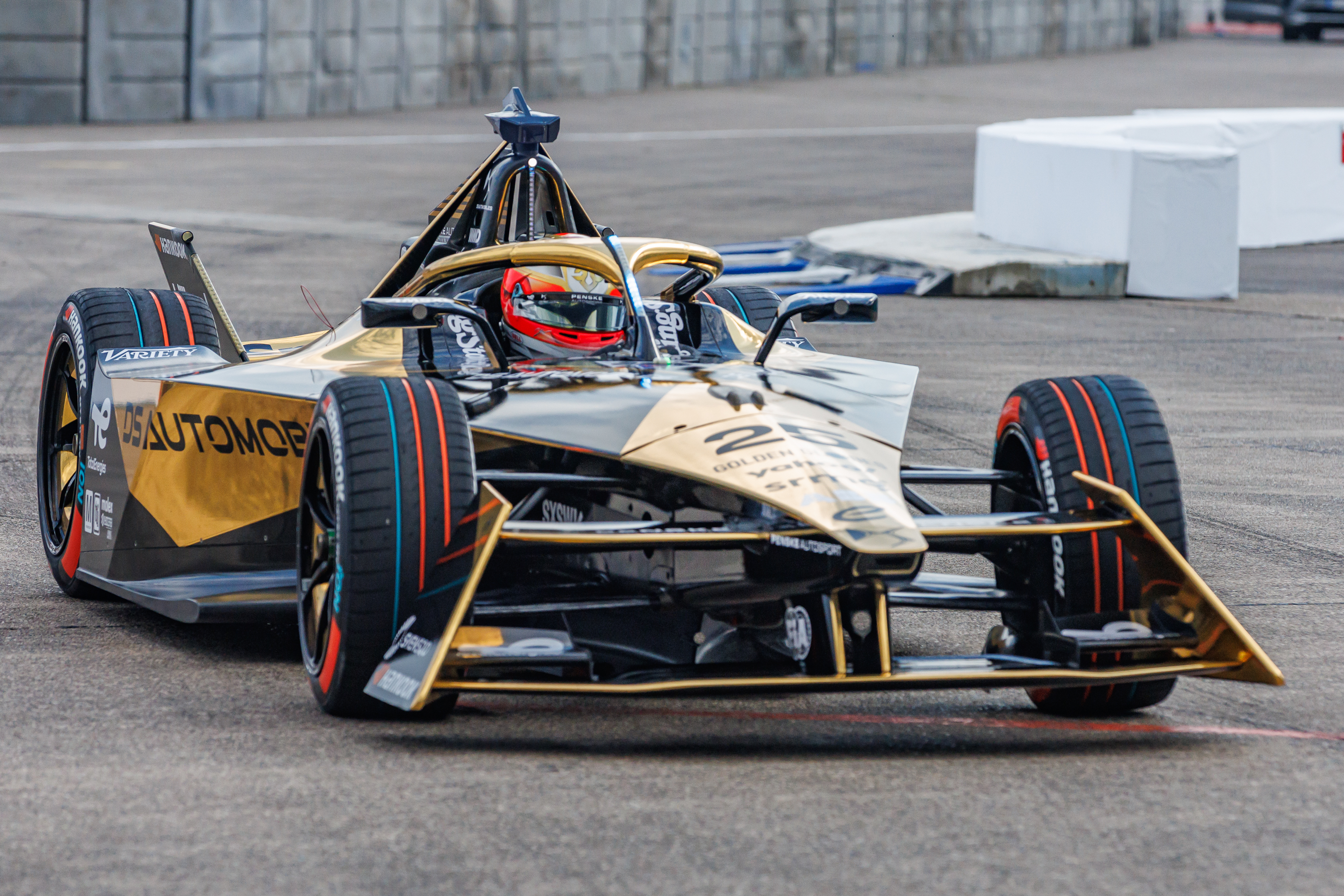
Vergne no

Ele permaneceu com a DS Penske para a temporada de 2023–24, competindo ao lado de Vandoorne mais uma vez. Passou o ano sem vencer, mas conseguiu juntar uma sequência consistente de performances de pontuação, cujos destaques incluíram o segundo lugar em Daria e Berlim, além do estabelecimento de diversos recordes. Só em Misano, JEV quebrou dois: o de maior número de largadas da primeira fila, tendo 25 ao todo e batendo Buemi, que tinha 24, e o de maior pontuador da história da F-E, superando Lucas Di Grassi ao conquistar catorze pontos na rodada dupla estadunidense e totalizar 1047, batendo o campeão de 2016–17 por cinco pontos. Na prova de Daria, o bicampeão conquistou sua décima quarta pole position, empatando com Sébastien Buemi como o maior polesitter da F-E. Mas esse recorde foi batido em Xangai e ampliado em Portland, com o francês sendo o atual recordista absoluto em poles, com dezessete. Terminou o ano em quinto lugar, com 139 pontos, tendo mais que o dobro da pontuação de seu companheiro Vandoorne.
Para a disputa da temporada de 2024–25, JEV ganhou um novo colega de equipe: Maximilian Günther, que trocou de lugar com Vandoorne, transferido para a Maserati. Vergne conquistou seu primeiro pódio do ano na corrida 1 de Xangai, onde foi segundo colocado após fazer quatro ultrapassagens na última volta, e mais tarde, foi terceiro na corrida 2 de Berlim, após sair do décimo oitavo lugar.

### Corridas de resistência

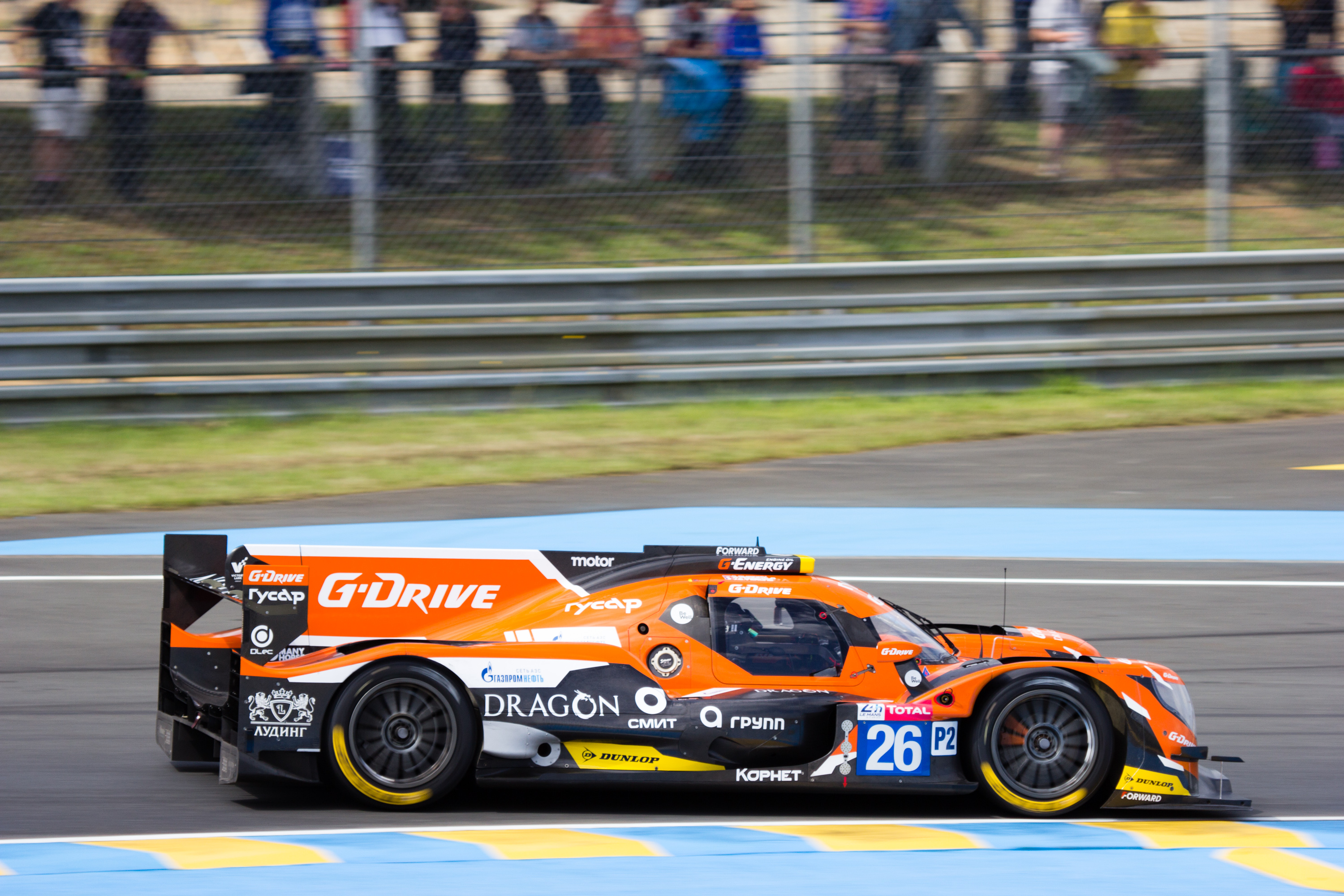
Carro que Vergne, Rusinov e Pizzitola guiaram nas 24 Horas de Le Mans de 2018

Em 2017, Vergne fez sua estreia no Campeonato Mundial de Endurance da FIA pela CEFC Manor TRS Racing. Defendeu essa mesma equipe nas 24 Horas de Le Mans daquele ano, sendo sexto em sua classe. Ele correu na European Le Mans Series de 2018, ano em que foi vice-campeão com três vitórias, até 2021, fazendo parceria com Roman Rusinov e Andrea Pizzitola pela G-Drive Racing na classe LMP2. Pela equipe russa, Vergne participou de três edições seguidas das 24 Horas de Le Mans, se saindo melhor em 2020, quando foi quinto lugar entre os LMP2, mas ele teria sido vencedor de sua classe em 2018, se seu carro não fosse desclassificado. Nesse período, ainda fez mais participações esporádicas no WEC, com a TDS Racing.

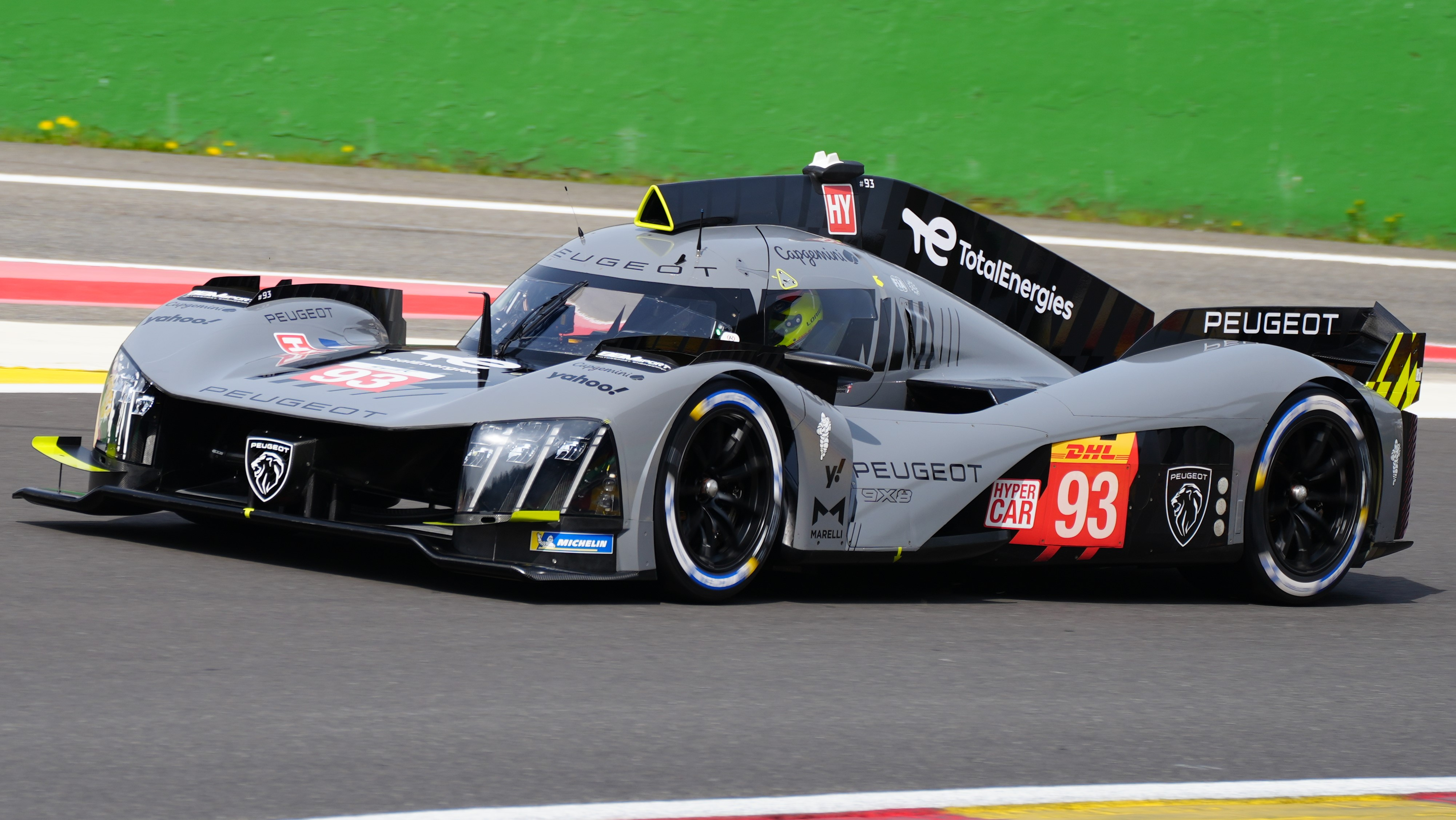
Peugeot 9X8 nº 93 que Vergne, Jensen e Di Resta pilotaram em 2023

Em 2022, Vergne assinou com a equipe de fábrica da Peugeot Sport para competir no Mundial de Endurance da FIA  na classe Hypercar, sendo parceiro de Paul di Resta e Mikkel Jensen no carro número 93. O trio participou de três provas, mas só completou a de Fuji, em que foi oitavo colocado. Em 2023, teve seu maior resultado em Le Mans, ao ficar em sexto, e fez um pódio em Monza. Em 2024, Di Resta e Nico Müller, que estava no carro 94, trocaram de lugar, com o suíço sendo novo companheiro de Vergne e Jensen. O melhor resultado do #93 foi o terceiro lugar no Barém, e o trio ficou em oitavo lugar em Le Mans. Para 2025, Vergne e Jensen voltaram a ter Di Resta como parceiro no carro 93.

## Resultados

### Resultados completos na Fórmula 1
(Legenda) (Corridas em negrito indicam pole position; corridas em itálico indicam a volta mais rápida)
| Temporada | Equipe              | Chassis         | Motor                  | 1      | 2       | 3       | 4       | 5       | 6       | 7      | 8       | 9       | 10     | 11     | 12      | 13      | 14      | 15     | 16     | 17     | 18     | 19      | 20    | Pos. | Pts. |
| --------- | ------------------- | --------------- | ---------------------- | ------ | ------- | ------- | ------- | ------- | ------- | ------ | ------- | ------- | ------ | ------ | ------- | ------- | ------- | ------ | ------ | ------ | ------ | ------- | ----- | ---- | ---- |
| 2012      | Scuderia Toro Rosso | Toro Rosso STR7 | Ferrari 056 2.4 V8     | AUS 11 | MAL 8   | CHN 16  | BHR 14  | ESP 12  | MON 12  | CAN 15 | EUR Ret | GBR 14  | ALE 14 | HUN 16 | BEL 8   | ITA Ret | CIN Ret | JAP 13 | COR 8  | IND 15 | EAU 12 | EUA Ret | BRA 8 | 17º  | 16   |
| 2013      | Scuderia Toro Rosso | Toro Rosso STR8 | Ferrari 056 2.4 V8     | AUS 12 | MAL 10  | CHN 12  | BHR Ret | ESP Ret | MON 8   | CAN 6  | GBR Ret | ALE Ret | HUN 12 | BEL 12 | ITA Ret | SIN 14  | COR 18  | JAP 12 | IND 13 | EAU 17 | EUA 16 | BRA 15  |       | 15º  | 13   |
| 2014      | Scuderia Toro Rosso | Toro Rosso STR9 | Renault Energy F1-2014 | AUS 8  | MAL Ret | BHR Ret | CHN 11  | ESP Ret | MON Ret | CAN 8  | AUT Ret | GBR 10  | ALE 13 | HUN 9  | BEL 11  | ITA 13  | SIN 6   | JAP 9  | RUS 13 | EUA 10 | BRA 13 | EAU 12  |       | 13º  | 22   |

### Resultados completos da Fórmula E
(Legenda) (Corridas em negrito indicam pole position; corridas em itálico indicam a volta mais rápida)
| Ano     | Equipe             | Chassi             | Trem de força                    | 1       | 2       | 3       | 4      | 5       | 6       | 7       | 8       | 9     | 10     | 11      | 12      | 13     | 14      | 15      | 16     | Pos. | Pts. |
| ------- | ------------------ | ------------------ | -------------------------------- | ------- | ------- | ------- | ------ | ------- | ------- | ------- | ------- | ----- | ------ | ------- | ------- | ------ | ------- | ------- | ------ | ---- | ---- |
| 2014–15 | Andretti Autosport | Spark SRT01-e      | SRT01-e                          | BEI     | PUT     | PDE 14† | BUE 6  | MIA 18† | LBH 2   | MCO Ret | BER 7   | MSC 4 | LDN 3  | LDN 16† |         |        |         |         |        | 7º   | 70   |
| 2015–16 | DS Virgin Racing   | Spark SRT01-e      | Virgin Racing Engineering DSV-01 | BEI 12  | PUT Ret | PDE 7   | BUE 11 | MEX 16  | LBH 13  | PAR 2   | BER 5   | LDN 3 | LDN 8  |         |         |        |         |         |        | 9º   | 56   |
| 2016–17 | Techeetah          | Spark SRT01-e      | Renault Z.E. 16                  | HKG Ret | MRK 8   | BUE 2   | MEX 2  | MCO Ret | PAR Ret | BER 8   | BER 6   | NYC 2 | NYC 8  | MTL 2   | MTL 1   |        |         |         |        | 5º   | 117  |
| 2017–18 | Techeetah          | Spark SRT01-e      | Renault Z.E. 17                  | HKG 2   | HKG 4   | MRK 5   | SCL 1  | MEX 5   | PDE 1   | RME 5   | PAR 1   | BER 3 | ZUR 10 | NYC 5   | NYC 1   |        |         |         |        | 1º   | 198  |
| 2018–19 | DS Techeetah       | Spark SRT05e       | DS E-TENSE FE19                  | DRH 2   | MRK 5   | SCL Ret | MEX 13 | HKG 13  | SYX 1   | RME 14  | PAR 6   | MCO 1 | BER 3  | BRN 1   | NYC 15  | NYC 7  |         |         |        | 1º   | 136  |
| 2019–20 | DS Techeetah       | Spark SRT05e       | DS E-TENSE FE20                  | DRH Ret | DRH 8   | SCL Ret | MEX 4  | MRK 3   | BER NC  | BER 10  | BER 3   | BER 1 | BER 18 | BER 7   |         |        |         |         |        | 3º   | 86   |
| 2020–21 | DS Techeetah       | Spark SRT05e       | DS E-TENSE FE20                  | DRH 15  | DRH 12  |         |        |         |         |         |         |       |        |         |         |        |         |         |        | 10º  | 80   |
| 2020–21 | DS Techeetah       | Spark SRT05e       | DS E-TENSE FE21                  |         |         | RME 1   | RME 11 | VLC 9   | VLC 7   | MCO 4   | PUE Ret | PUE 8 | NYC 2  | NYC Ret | LDN 12  | LDN 12 | BER 6   | BER 11  |        | 10º  | 80   |
| 2021–22 | DS Techeetah       | Spark SRT05e       | DS E-TENSE FE21                  | DRH 8   | DRH 6   | MEX 3   | RME 4  | RME 2   | MCO 3   | BER 2   | BER 9   | JAK 2 | MRK 4  | NYC 18  | NYC Ret | LDN 14 | LDN Ret | SEO 6   | SEO 6  | 4º   | 144  |
| 2022–23 | DS Penske          | Formula E Gen3     | DS E-Tense FE23                  | MEX 12  | DRH 7   | DRH 16  | HYD 1  | CAP 2   | SAP 5   | BER 7   | BER 3   | MCO 7 | JAK 5  | JAK 16  | POR 11  | RME 5  | RME 15  | LDN Ret | LDN 22 | 5º   | 107  |
| 2023–24 | DS Penske          | Formula E Gen3     | DS E-Tense FE23                  | MEX 6   | DRH 2   | DRH 8   | SAP 7  | TOK 12  | MIS 6   | MIS 7   | MCO 4   | BER 2 | BER 10 | SHA 6   | SHA 7   | POR 3  | POR 5   | LDN 17  | LDN 5  | 5º   | 139  |
| 2024–25 | DS Penske          | Formula E Gen3 Evo | DS E-Tense FE25                  | SAP 9   | MEX 5   | JED 6   | JED 7  | MIA     | MCO     | MCO     | TOK     | TOK   | SHA    | SHA     | JAK     | BER    | BER     | LDN     | LDN    | 8º*  | 12*  |

† O piloto não terminou a corrida, mas foi classificado por ter completado mais de 90% da distância da corrida.